# Кукельберг
Кукельберг (нід. Koekelberg МФА: [ˈkukəlbɛrç] вимоваⓘ, фр. Koekelberg МФА: [kukəlˈbɛʁk])   -  одна з 19 комун Брюссельського столичного регіону. Займає площу 1,17 км ². Населення комуни становить 20261 особа (2011 рік).

Кукельберг на карті Брюсельського столичного регіону.

## Географія
Комуна Кукельберг межує з такими комунами Брюссельського столичного регіону як Гансхорен, Жет, Моленбек-Сен-Жан, Беркем-Сент-Агат.

## Історія
Кукельберг було утворено шляхом відокремлення його від села Беркем-Сент-Агат декретом від 5 квітня 1841 року. Свого часу він виник як невеличкий хутір. Завдяки близькості населеного пункту до Віллеброкського каналу (тепер Канал Брюссель—Шельда) та каналу Брюссель—Шарлеруа тут протягом XIX століття розвинулася промисловість. Виникли чавуноливарний завод, пекарні, друкарні, текстильні мануфактури і мануфактури з виробництва крохмалю. Тут були збудовані також великі броварні. Через велику частку робітників в населенні комуни влада Кукельбергу свого часу побоювалася можливого дефіциту міського бюджету через необхідність виплати в майбутньому великої кількості пенсій тутешнім робітнкам. Через це вони висували ідею про приєднання комуни Кукельберг до сусідньої комуни Моленбек-Сен-Жан, але пізніше подібні плани були відкинуті.

## Населення
| Рік | 1990  | 1995  | 2000  | 2005  | 2007  | 2008  | 2009  | 2010  | 2011  |
| --- | ----- | ----- | ----- | ----- | ----- | ----- | ----- | ----- | ----- |
| Населення | 16096 | 16176 | 16211 | 17721 | 18541 | 19020 | 19380 | 19812 | 20261 |
| Джерело: Населення Бельгії у 1990-2011 роках. на сайті Головної дирекції статистики і економічної інформації уряду Бельгії. |       |       |       |       |       |       |       |       |       |

В комуні за даними на 1 січня 2011 року проживали 20261 людина, з яких 14879 людей (73,44 %)  були бельгійського походження і 5382 (26,56 %) - іноземцями, з яких 2963 людини походили з країн Євросоюзу, 2419 людей - з інших країн світу. З всіх іноземців 10 людей мали статус політичних біженців.
| Бельгія | 12254 | 13554 | 13775 | 14049 | 14222 | 14640 | 14879 |
| Болгарія | н. д. | н. д. | н. д. | 17    | 12    | н. д. | 102   |
| Греція | 177   | 171   | 159   | 157   | 160   | 148   | 110   |
| Дем. Респ. Конго | 98    | 127   | 119   | 118   | 132   | 156   | 189   |
| Іспанія | 321   | 299   | 307   | 309   | 304   | 289   | 353   |
| Італія | 404   | 404   | 385   | 369   | 399   | 393   | 357   |
| Марокко | 1036  | 850   | 858   | 950   | 962   | 931   | 977   |
| Нідерланди | 41    | 42    | 44    | 42    | 56    | н. д. | 108   |
| Польща | 27    | 52    | 60    | 111   | 162   | 273   | 415   |
| Португалія | 187   | 180   | 182   | 185   | 187   | 182   | 163   |
| Румунія | 12    | 29    | 41    | 43    | 104   | 309   | 701   |
| Туреччина | 264   | 165   | 157   | 141   | 132   | н. д. | 142   |
| Україна | н. д. | н. д. | н. д. | н. д. | н. д. | н. д. | 21    |
| Франція | 489   | 479   | 483   | 480   | 488   | 494   | 502   |
| Інші | 1033  | 669   | 747   | 750   | 837   | 1205  | 1242  |
| Разом | 16343 | 17021 | 17317 | 17721 | 18157 | 19020 | 20261 |
| Примітки. 1. н. д. - немає данних. 2. В таблиці окрім України представлені лише ті країни, кількість вихідців з яких в населенні комуни станом на 2011 рік становила 100 або більше осіб. |       |       |       |       |       |       |       |